# Sépeaux-Saint Romain
Sépeaux-Saint Romain ist eine französische Gemeinde mit 489 Einwohnern (Stand 1. Januar 2022) im Département Yonne in der Region Bourgogne-Franche-Comté. Sie gehört zum Arrondissement Sens (bis 2017: Arrondissement Auxerre) und zum Kanton Charny Orée de Puisaye. 
Sie entstand mit Wirkung vom 1. Januar 2016 als Commune nouvelle durch die Zusammenlegung der früheren Gemeinden Saint-Romain-le-Preux und Sépeaux, die seither in der neuen Gemeinde den Status einer Commune déléguée haben.

## Lage
Sépeaux-Saint Romain liegt etwa 29 Kilometer nordwestlich von Auxerre am Vrin. Umgeben wird Sépeaux-Saint Romain von den Nachbargemeinden Précy-sur-Vrin im Norden, La Celle-Saint-Cyr im Nordosten, Béon im Osten, Montholon im Osten und Südosten, La Ferté-Loupière im Süden sowie Charny Orée de Puisaye im Westen.
Durch die Gemeinde führt die Autoroute A6.

## Gliederung
| Ortsteil                  | ehemaliger INSEE-Code | Fläche (km²) | Einwohnerzahl zum 1. Januar 2019 |
| ------------------------- | --------------------- | ------------ | -------------------------------- |
| Saint-Romain-le-Preux     | 89366                 | 10,36        | 165                              |
| Sépeaux (Verwaltungssitz) | 89388                 | 19,91        | 354                              |

## Sehenswürdigkeiten

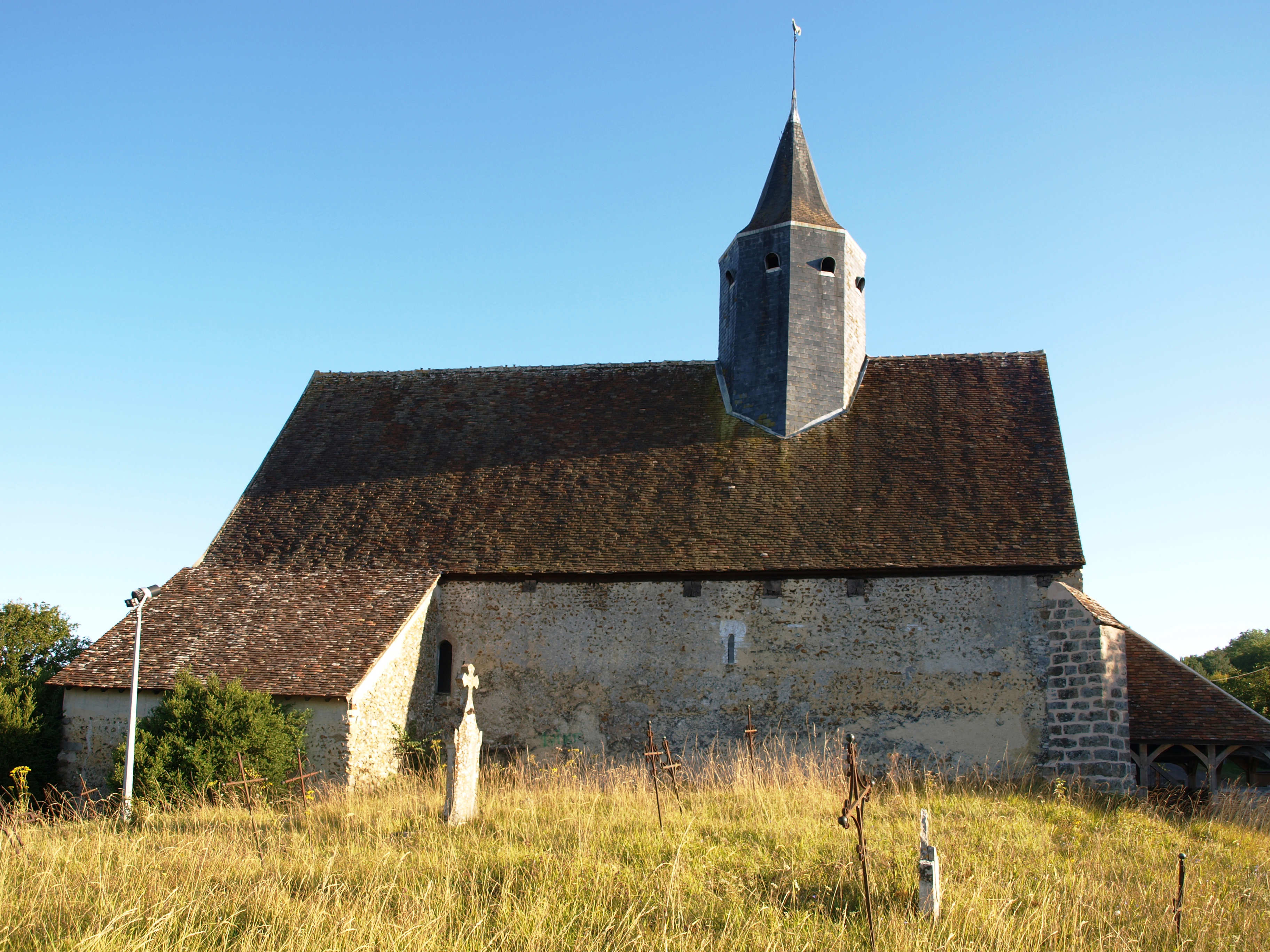
Kirche Saint-Romain

### Saint-Romain-le-Preux
- Kirche Saint-Romain aus dem 12. Jahrhundert

### Sépeaux

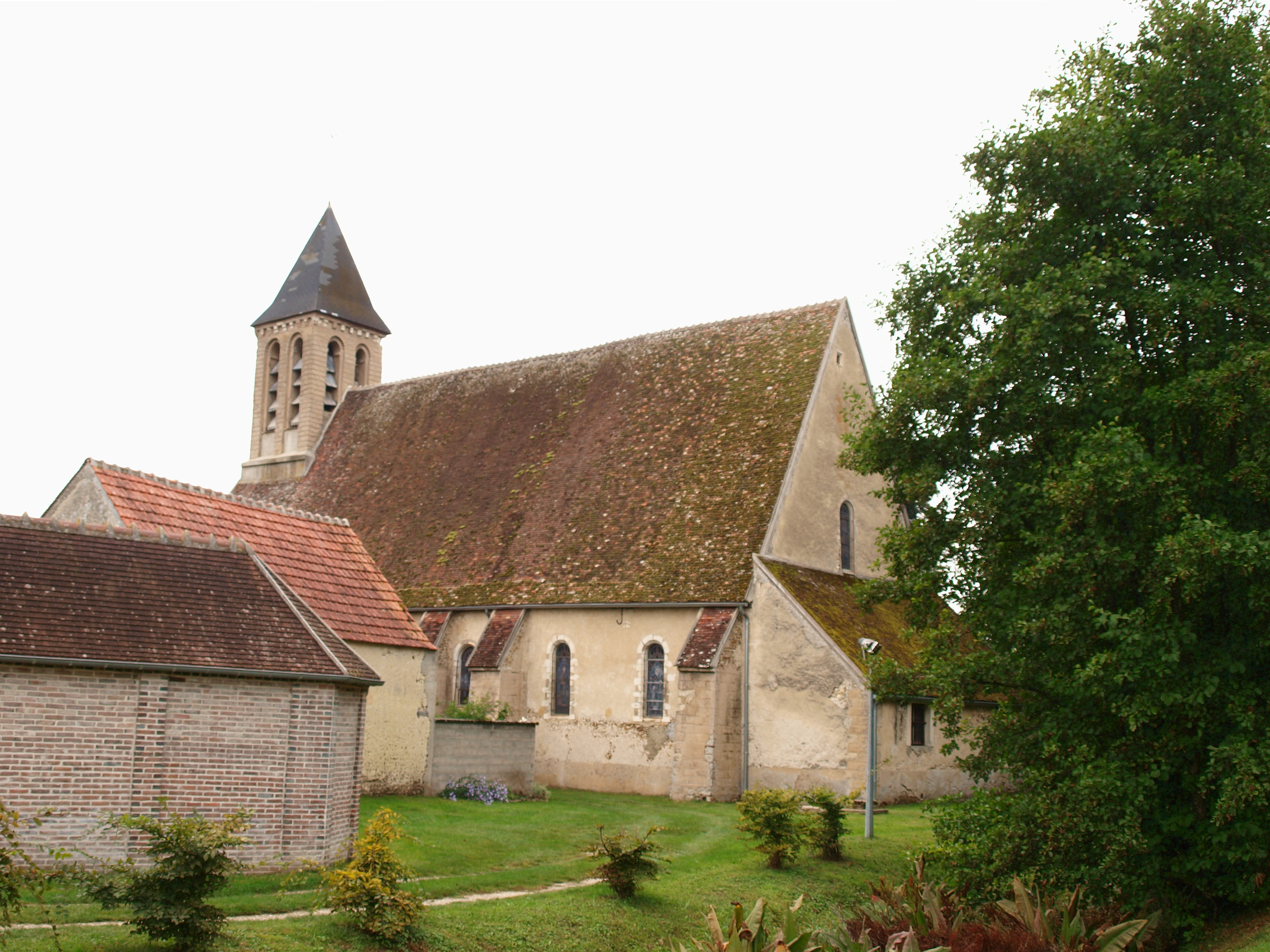
Kirche Saint-Martin-et-Saint-Marc

- Kirche Saint-Martin-et-Saint-Marc aus dem 12. Jahrhundert

## Persönlichkeiten
- Jacques-René Tenon (1724–1816), Chirurg und Politiker